# Gare de Courcelle-sur-Yvette
Pour les articles homonymes, voir Gare de Courcelles.
La gare de Courcelle-sur-Yvette est une gare ferroviaire française de la ligne de Sceaux, située à la limite des communes de Gif-sur-Yvette (département de l'Essonne) et de Saint-Rémy-lès-Chevreuse (département des Yvelines).
C'est une gare de la Régie autonome des transports parisiens (RATP) desservie par les trains de la ligne B du RER. Elle est, avec la gare de Gif-sur-Yvette, l'une des deux gares de la commune.

## Situation
La gare dessert le quartier de Courcelle, qui est quelque peu éloigné du centre de Gif-sur-Yvette.

## Histoire
Le bâtiment, construit en pierre meulière, date de la construction de la ligne de Sceaux.
En 2019, 566 162 voyageurs sont entrés à cette gare, ce qui la place en 65e position des gares de RER exploitées par la RATP pour sa fréquentation. Elle conserve cette position en 2020, avec un trafic de 280 118 voyageurs voyageurs entrants. En 2021, elle prend la 63e position avec un nombre de 974 465 voyageurs entrés dans la gare.

## Service des voyageurs

### Accueil
La traversée des voies s'effectue par un passage souterrain mis en service le 15 septembre 1983. Il remplace une ancienne traversée en planches.

### Desserte
Elle est desservie par les trains de la ligne B du RER parcourant la branche B4.

### Intermodalité
La gare est desservie par les lignes 12 et 13 du réseau de bus Paris-Saclay, par la navette O du réseau de bus La Navette Paris-Saclay, par les lignes 5228 et 5232 du réseau de bus Centre et Sud Yvelines et, la nuit, par la ligne N122 du réseau Noctilien.

Galerie de photographie
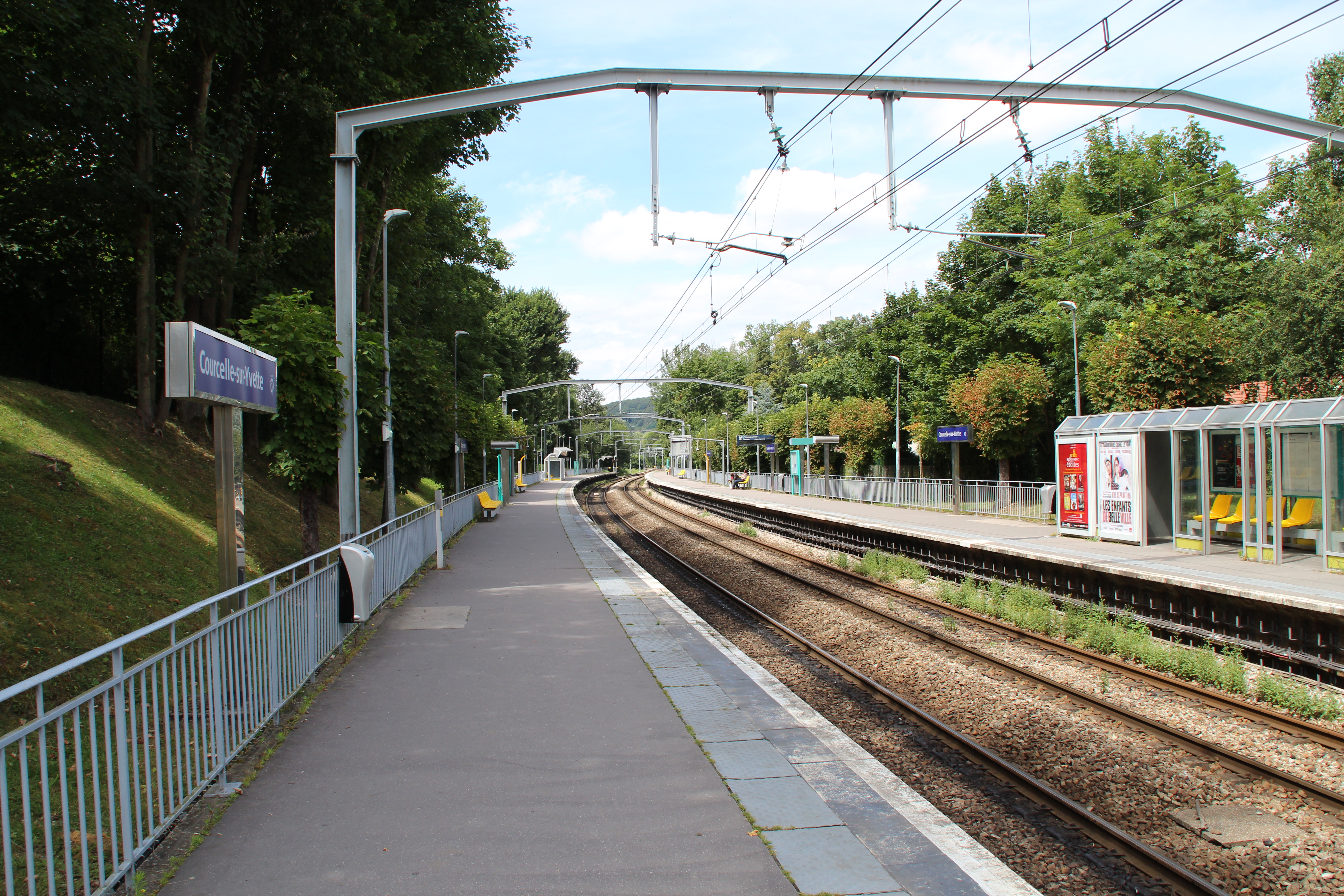
Vues des voies et quais en direction de Saint-Rémy-lès-Chevreuse.
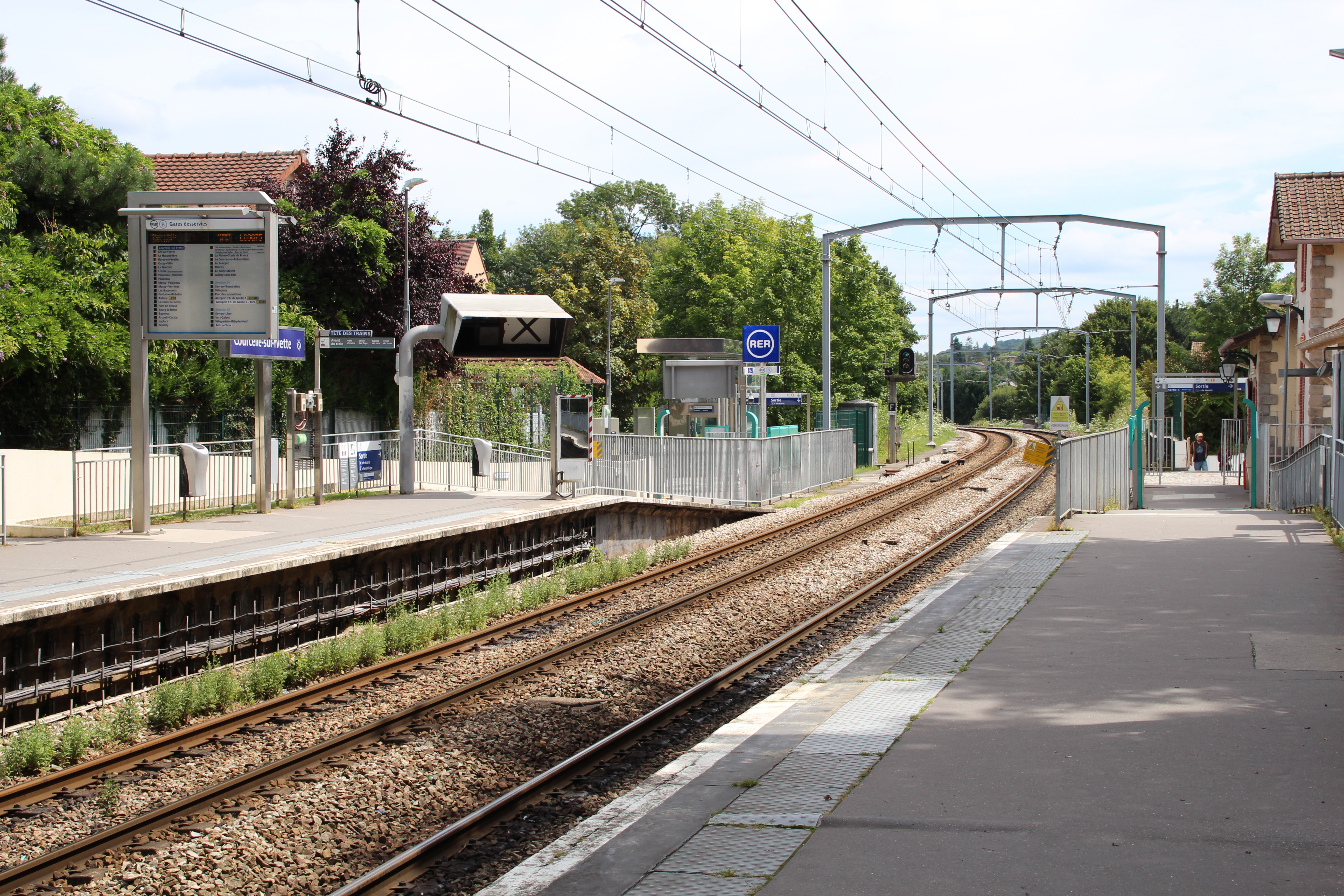
Vues des voies et quais en direction du nord de la ligne.
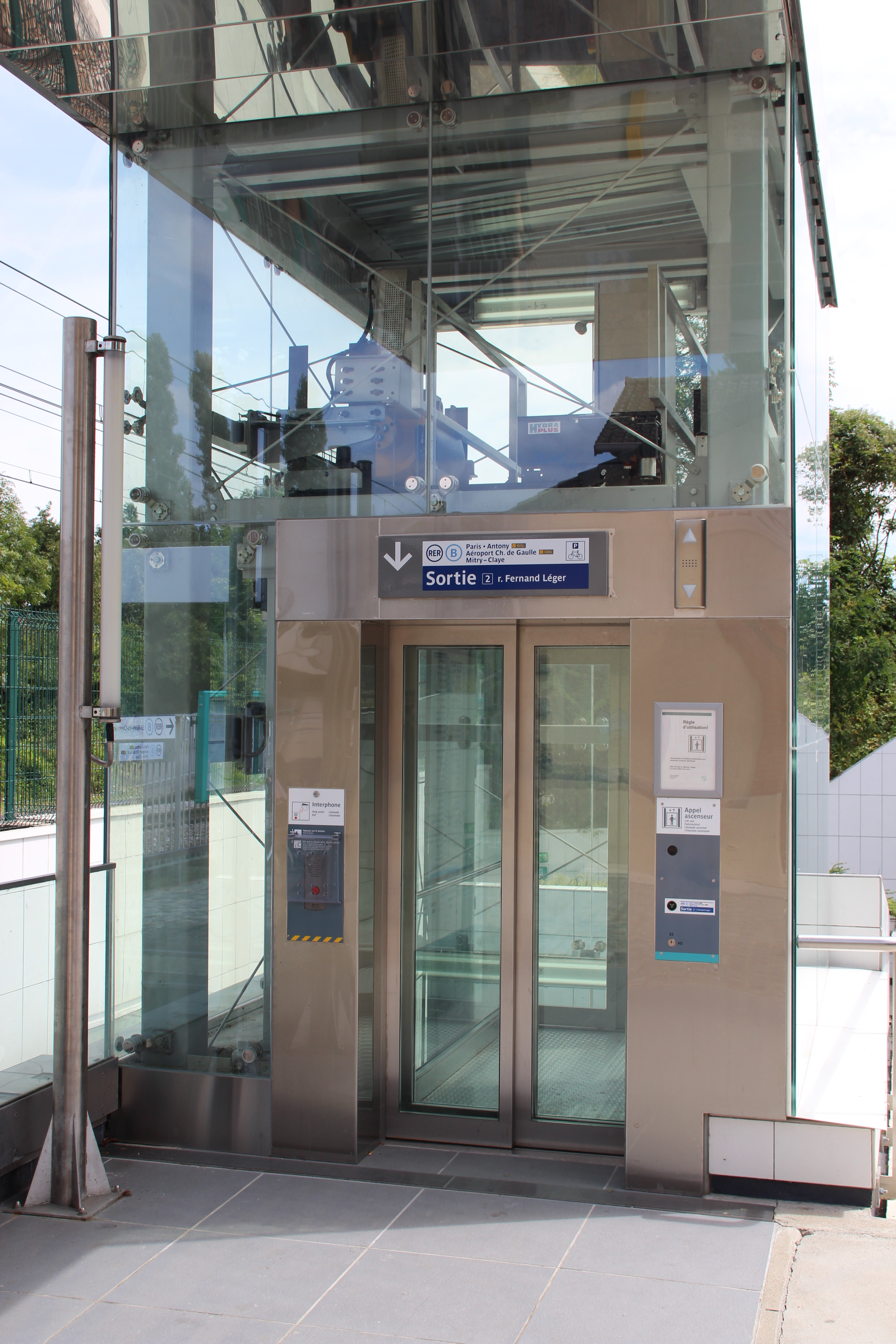
Ascenseur.
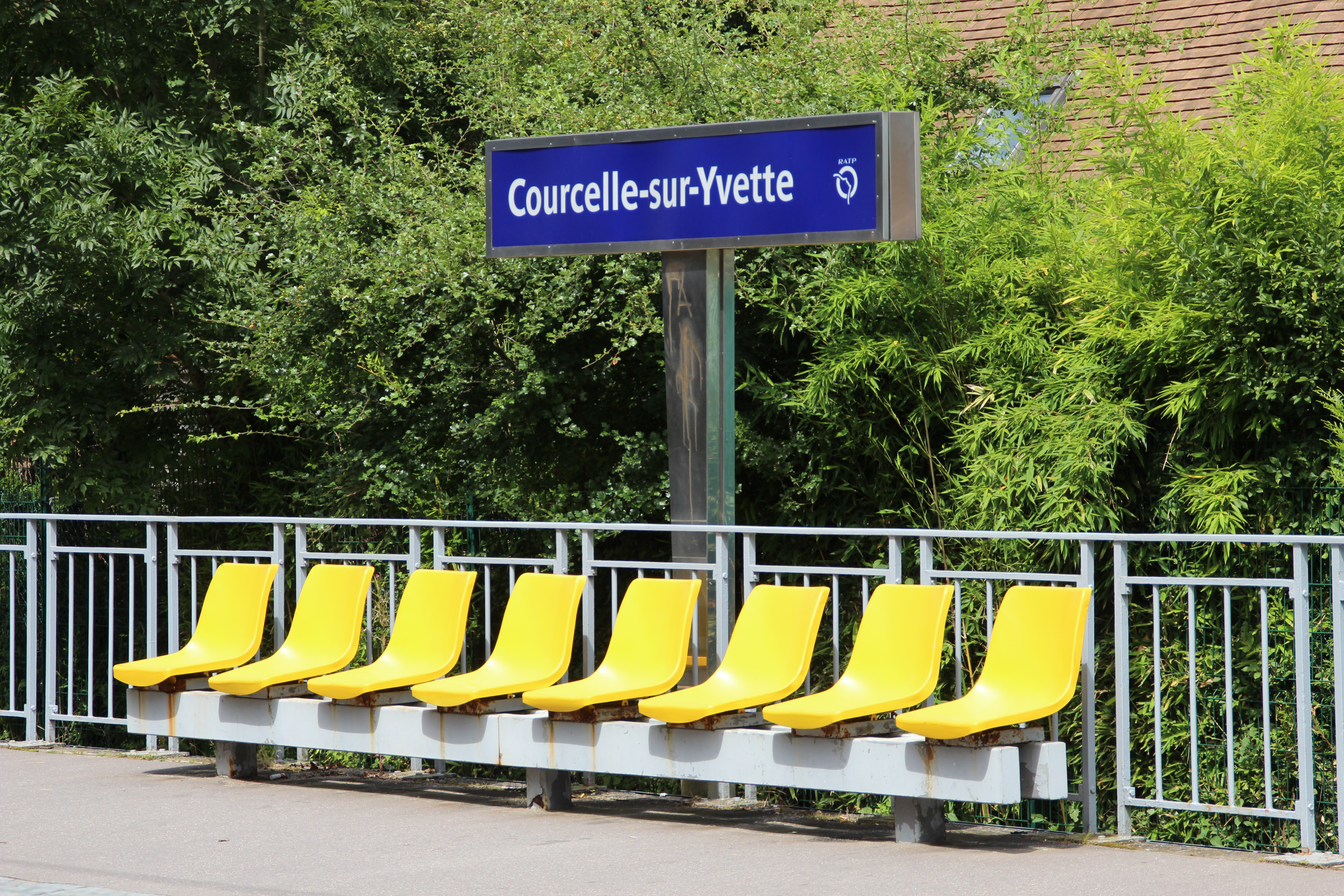
Sièges de quai.